# Serjania valerioi
Serjania valerioi är en kinesträdsväxtart som beskrevs av Standley. Serjania valerioi ingår i släktet Serjania och familjen kinesträdsväxter. Inga underarter finns listade i Catalogue of Life.